# Iron Fist (lied)
Iron Fist is een nummer van de Britse rockband Motörhead. In 1982 werd het liedje uitgegeven als 7 inch single in een blauwe, zwarte en doorzichtig rode hoes. Het nummer komt van het gelijknamige album Iron Fist uit 1982. De B-kant van het liedje was "Remember Me, I'm Gone". Op andere versies was dit “Go to Hell”. Iron Fist is de laatste uitgebrachte single waarop de line-up van Lemmy, Phil Taylor en Eddie Clarke te horen is. Eddie Clarke verliet vlak na de uitgave van Iron Fist de band. 

## Inhoud
Het liedje begint met een basintro van Lemmy. Daarna spelen Taylor en Clarke mee. Iron Fist bevat meer Fill-ins dan bijvoorbeeld Ace of Spades. Naast de duidelijke rauwe stem van Lemmy zingt Clarke ook mee als achtergrondzanger. Het gehele liedje duurt in totaal 2 minuten en 50 seconden. 

### Tracklist
1. "Iron Fist" (Eddie Clarke, Ian Kilmister, Phil Taylor) - 2:50
2. "Remember Me, I'm Gone" (Kilmister, Clarke, Taylor) - 2:26

## Bezetting
- Lemmy Kilmister - basgitaar, zang
- "Fast" Eddie Clarke - gitaar, achtergrondzang
- Phil "Philthy Animal" Taylor - drumstel